# Doesn't Remind Me
Doesn't Remind Me è un singolo del supergruppo statunitense Audioslave, pubblicato nel 2005 ed estratto dall'album Out of Exile.

## Tracce
7"
1. Doesn't Remind Me (Album Version) – 4:15
2. Doesn't Remind Me (Live Acoustic Version from Sessions@AOL) – 3:47

## Video musicale
Il video del brano è stato diretto da Chris Milk.

## Formazione
- Chris Cornell – voce
- Tom Morello – chitarra
- Tim Commerford – basso
- Brad Wilk – batteria